# 中央前回
中央前回（英文：Precentral gyrus），是人脑额叶后部的一个显著脑回。中央前回是初级运动皮层所在地，在布罗德曼分区系统中，位于第4分区。

## 结构
中央前回位于中央后回的前方，中间有中央沟隔开。另一方面，中央前回的前方为中央前沟。在大脑半球内侧，中央前回与中央旁小叶相连。
初级运动皮层即位于中央前回，中央前回皮质的第五层（Layer V）拥有大型的贝兹细胞，属于上部运动神经元。在人体中，贝兹细胞的常神经纤维通过突触与前灰柱细胞相连，后者另一端连接着肌肉。

## 临床
中央前回处的损伤可造成身体另一侧（contralateral side）的瘫痪（譬如面瘫、轻偏瘫等）。

## 图像

中央前回位于红色标记处
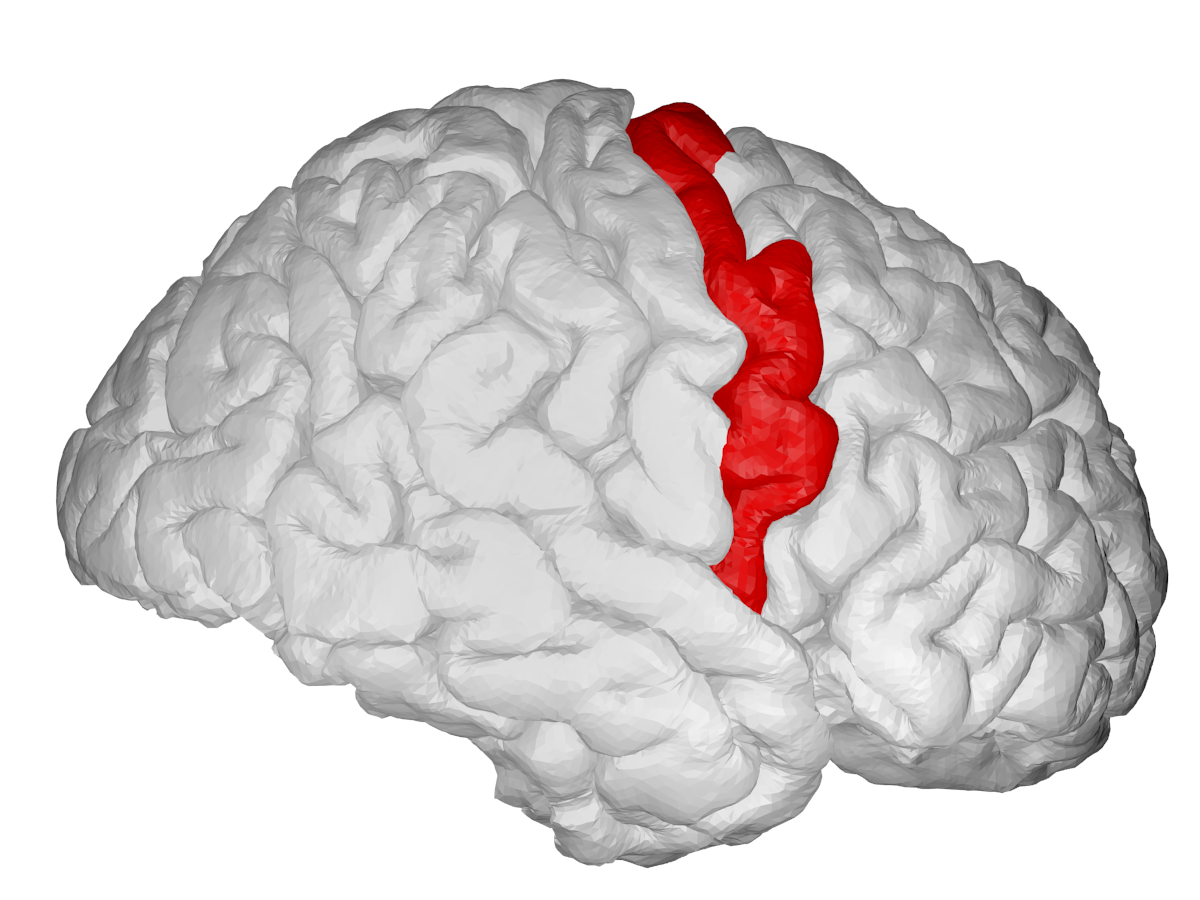
中央前回位于红色标记处